# Morti nel 558
| Questa pagina contiene informazioni ricavate automaticamente dalle voci biografiche con l'ausilio del template Bio e di un bot. L'aggiornamento è periodico e automatico e ricostruisce completamente la pagina. Se manca una persona in questa lista, sei pregato di non aggiungerla, ma accertati piuttosto che la sua voce biografica contenga il template Bio e che i dati anagrafici siano correttamente compilati. Se il template Bio manca, inseriscilo tu stesso o, in alternativa, metti l'avviso {{tmp\|Bio}} che ne segnala la mancanza. Se i dati riportati sono sbagliati, correggi direttamente la voce biografica; le modifiche saranno visibili in questa lista entro pochi giorni. Per chiarimenti vedi il progetto biografie. La lista contiene solo le 7 persone che sono citate nell'enciclopedia e per le quali è stato implementato correttamente il template Bio. Pagina aggiornata al 19 ott 2024. |

- 13 maggio - Giovanni Esicasta, vescovo e santo armeno (n. 454)
- 15 maggio - Ellero di Galeata, monaco cristiano italiano (n. 476)
- 29 giugno - Cassio di Narni, vescovo e santo italiano
- 3 agosto - Giovanni I, vescovo bizantino
- 23 dicembre - Childeberto I, re franco
- Teodoro Askida, vescovo e teologo bizantino
- Zarmihr Karen, politico persiano